# ترنتن
ترنتن (به ایتالیایی: Terento) یک منطقهٔ مسکونی در ایتالیا است که در تیرول جنوبی واقع شده‌است.

## خصوصیات
ترنتن ۴۲٫۵ کیلومترمربع مساحت و ۱٬۷۱۹ نفر جمعیت دارد و ۱٬۲۱۰ متر بالاتر از سطح دریا واقع شده‌است.